# Wild du Minnesota
Le Wild du Minnesota, en anglais Minnesota Wild, est une franchise professionnelle de hockey sur glace d'Amérique du Nord. L'équipe évolue dans la Ligue nationale de hockey depuis la saison 2000-2001, bien qu'elle soit crée en 1997, et s'aligne dans la division Centrale de l'Association de l'Ouest. Basée à Saint Paul, il s'agit de la première équipe localisée dans le Minnesota à rejouer dans cet État depuis le départ des North Stars (pour devenir les Stars de Dallas) en 1993.
Ils jouent leurs rencontres à domicile dans la salle du Xcel Energy Center et se qualifient pour la première fois pour les séries éliminatoires en 2002-2003 où ils sont éliminés en finale d'association par les Mighty Ducks d'Anaheim.

## Historique

### Création de la franchise

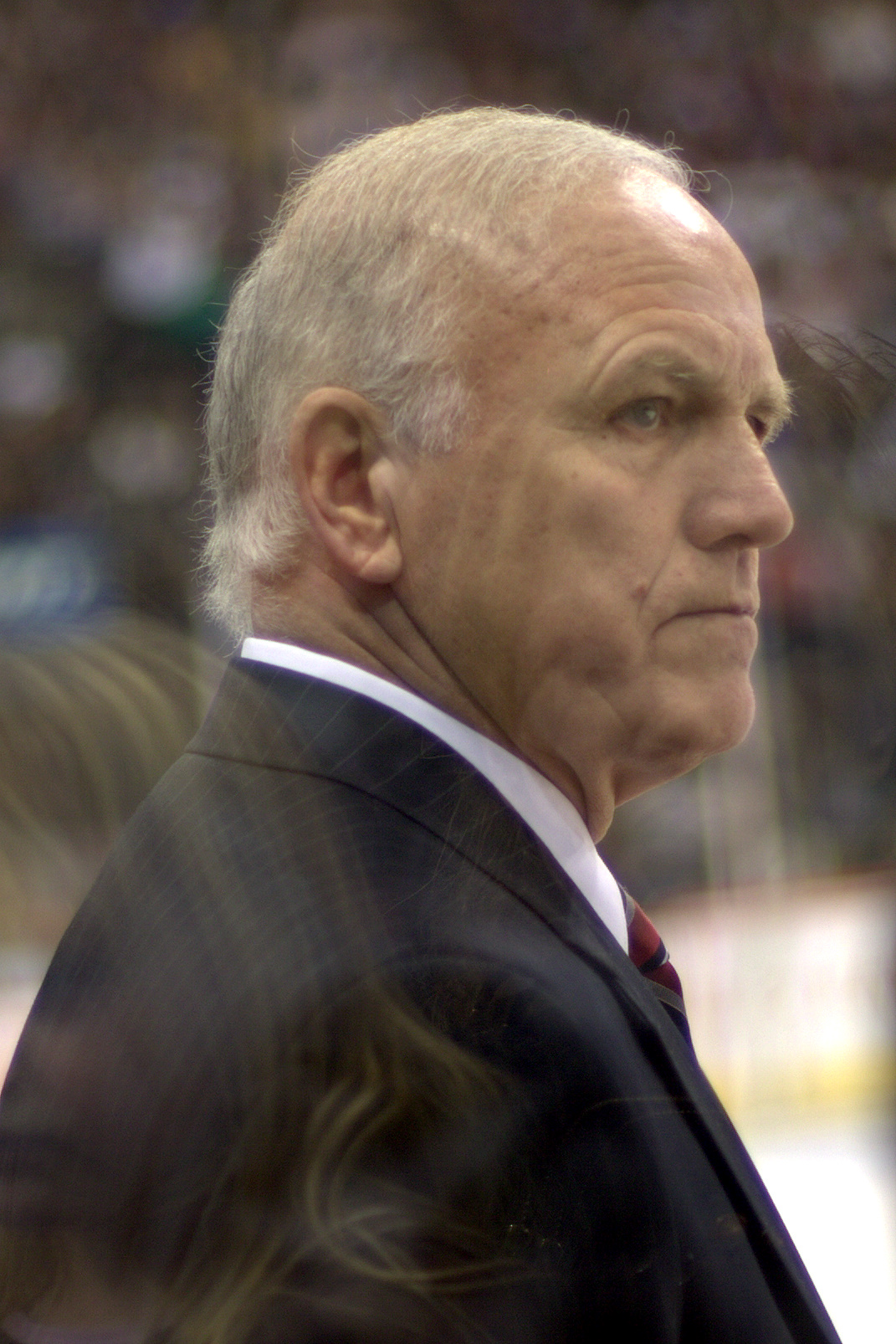
Jacques Lemaire, entraîneur de l'équipe entre 2000 et 2009.

À la suite du départ des North Stars du Minnesota pour devenir les Stars de Dallas en 1993, l'État du Minnesota reste sans équipe dans la LNH pendant sept saisons. Le 25 juin 1997, la Ligue nationale de hockey annonce que le groupe Minnesota Hockey Ventures Group, LP obtiendra une franchise d'expansion et que l'équipe débutera pour la saison 2000-2001. Au mois de novembre de la même année, les six noms possibles pour l'équipe sont dévoilés : Blue Ox, Freeze, Northern Lights, Voyageurs, White Bears et Wild ; le choix de prendre le nom de Wild – sauvage en français – est officiellement annoncé fin janvier 1998. Entre-temps, Jac Sperling est nommé Chief Executive Officer de la franchise en décembre 1997, poste qu'il occupera jusqu'en 2004.
L'État du Minnesota donne son accord en avril 1998 pour financer la moitié des cent trente millions de dollars nécessaires pour construire un nouvel amphithéâtre, qui deviendra le Xcel Energy Center. La construction de la salle est prévue dans la ville de Saint Paul, sur l'emplacement du Saint Paul Civic Center, édifice construit en 1934. Doug Risebrough vient compléter l'équipe dirigeante du Wild en décembre 1999 en étant nommé vice-président et directeur général de l'équipe.
Le 19 juin, Jacques Lemaire est nommé entraîneur de l'équipe et quelques jours plus tard, la franchise fait ses débuts dans la LNH. Ils participent tout d'abord au repêchage d'expansion  organisé pour l'arrivée du Wild mais également des Blue Jackets de Columbus. Les franchises des Thrashers d'Atlanta et des Predators de Nashville ayant respectivement un et deux ans d'ancienneté, elles ne participent pas au repêchage. Toutes les vingt-six autres équipes participent et peuvent protéger jusqu'à quinze de leurs joueurs alors que le Wild et les Blue Jackets choisissent chacun leur tour vingt-six joueurs. Deux gardiens de buts sont pris en premier, Columbus choisit Rick Tabaracci puis le Wild décide de récupérer Jamie McLennan (en).
Le même jour, la LNH organise le repêchage d'entrée de 2000 pour les joueurs juniors. Le Wild a la possibilité de choisir un joueur en troisième position et, après Rick DiPietro premier choisi par les Islanders de New York et Dany Heatley sélectionné par les Thrashers d'Atlanta, il décide de choisir le slovaque Marián Gáborík.

### Premières saisons (2000 à 2002)
Le premier match de la franchise a lieu le 6 octobre 2000 contre les Mighty Ducks d'Anaheim, sur la glace d'Anaheim, l’Arrowhead Pond of Anaheim ; Marián Gáborík inscrit le seul but de l'équipe, lors d'une défaite trois buts à un. Cinq jours plus tard, l'équipe fait ses débuts à domicile, dans le Xcel Energy Center, contre les Flyers de Philadelphie et les deux équipes font match nul, trois buts partout ; le premier but du Wild est inscrit par Darby Hendrickson. Les premières victoires de l'équipe sont comptées contre le Lightning de Tampa Bay à Saint Paul le 18 octobre et contre les Flames de Calgary le 5 novembre.
Le 17 décembre, l'équipe accueille sur sa glace les Stars de Dallas et le Wild l'emporte 6-0 avec un blanchissage  réalisé par Emmanuel Fernandez gardien de l'équipe et neveu de Lemaire. L'équipe termine la saison à la dernière place de la division Nord-Ouest et est éliminée de la course aux séries éliminatoires de la Coupe Stanley. Scott Pellerin est le meilleur pointeur de l'équipe avec un total de trente-neuf réalisations alors que Jaromír Jágr des Penguins de Pittsburgh est meneur de la LNH pour cet exercice avec cent vingt-et-un points.
Malgré une série de sept matchs consécutifs sans défaite au début du calendrier, le Wild ne fait pas mieux lors de la saison suivante en terminant une nouvelle fois à la dernière place de sa division et non-qualifié pour les séries. Andrew Brunette est le meilleur pointeur de l'équipe pour cette saison, deux points devant Gáborík alors que ce dernier est le buteur numéro un de l'attaque. Jarome Iginla est le champion pointeur de la saison avec quatre-vingt-seize, vingt-sept de plus que Brunette. Au cours de la saison, Gáborík est invité au match des jeunes joueurs lors du 52e Match des étoiles de la LNH et il atteint également pour la première fois de sa carrière la barre des trente buts.

### Première qualification pour les séries (2002-2003)

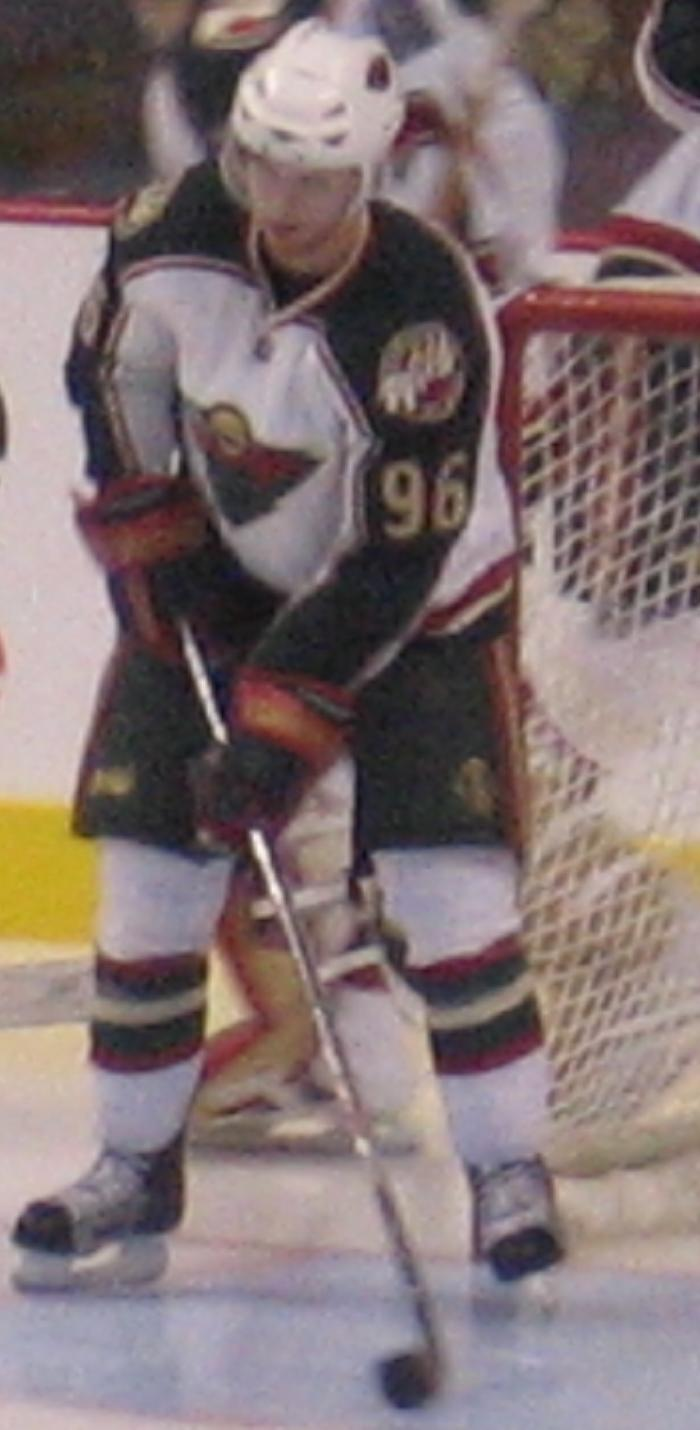
Pierre-Marc Bouchard, premier choix du Wild lors du repêchage de 2002.

Au cours de l'été 2002, le Wild choisit Pierre-Marc Bouchard au premier tour du repêchage en tant que huitième joueur. Il fait ses débuts dans l'équipe pour la saison 2002-2003. Pendant une bonne partie de la saison, Gáborík est un des meilleurs pointeurs de la saison mais son régime de buts chute en deuxième partie de la saison. Il représente tout de même son équipe lors du 53e Match des étoiles de la ligue ; à cette occasion, il est le joueur le plus rapide au concours de vitesse en faisant le tour de la patinoire en 13 secondes et 713 centièmes.
Pour la première fois de son existence, la franchise se qualifie pour les séries éliminatoires avec la troisième place de la division et la sixième de la conférence. Avec soixante-cinq points, Gáborík est meilleur pointeur de la saison pour le Wild et il accumule une nouvelle fois trente buts ; ses totaux sont bons mais il finit tout de même assez loin des meneurs de la LNH : Peter Forsberg et Milan Hejduk de l'Avalanche du Colorado comptent respectivement cent-six points et cinquante buts.
Ces séries semblent bien débuter pour les joueurs du Wild puisqu'ils remportent le premier match 4-2 sur la glace de l'Avalanche ; cependant, ils perdent les trois rencontres suivantes. Finalement, l'équipe de Saint Paul se reprend en remportant les trois derniers matchs et se qualifient pour le deuxième tour. Ils affrontent alors les Canucks de Vancouver, et se qualifient encore une fois en sept matchs après avoir été menés trois matchs à un. Ils accèdent à la finale de la conférence contre les Mighty Ducks d'Anaheim mais sont écartés en quatre matchs en subissant trois blanchissages par le gardien des Ducks, Jean-Sébastien Giguère, et en ne marquant qu'un seul but lors du dernier match, par l'intermédiaire de Brunette. L'inévitable Gáborík est le meilleur pointeur et buteur de l'équipe lors des séries alors que Sergejs Žoltoks totalise le plus de passes décisives de l'équipe. Avec dix-sept points, Gáborík est le troisième pointeur des séries derrière deux joueurs des Devils du New Jersey, champions de la Coupe Stanley, Jamie Langenbrunner et Scott Niedermayer. Lemaire est nommé meilleur entraîneur de la saison et reçoit le trophée Jack-Adams.

### Deux saisons sans séries (2003 à 2006)
À l'aube de la saison 2003-2004, Gáborík est en négociation avec le Wild pour une extension de contrat et commence la saison dans son pays avec le Dukla Trenčín. Alexandre Daigle est le meilleur pointeur de l'équipe avec cinquante et un points. L'équipe ne réitère pas sa prestation de l'année précédente en finissant dixième de la saison et ne parvient pas à se qualifier pour les séries. Malgré tout, Dwayne Roloson reçoit le trophée Roger-Crozier du gardien de la ligue avec le meilleur taux d'arrêt du circuit, 93,3 %.
La saison 2004-2005 de la LNH est annulée en raison d'un lock-out et les franchises de la LNH ne reviennent au jeu que pour la saison 2005-2006. Le vétéran Brian Rolston rejoint les rangs du Wild alors qu'Andrew Brunette quitte le club pour rejoindre l'Avalanche. Rolston est aligné pour tous les matchs de la saison et finit meilleur pointeur du Wild avec un total de soixante dix-neuf ; Gáborík est absent pour une vingtaine de matchs en raison de plusieurs blessures mais il parvient quand même à dépasser la barre des trente buts avec trente huit réalisations. Cependant, la saison se termine une nouvelle fois avec une non-qualification pour les séries et une onzième place au classement de la conférence.

### Éliminations au premier tour (2006 à 2008)

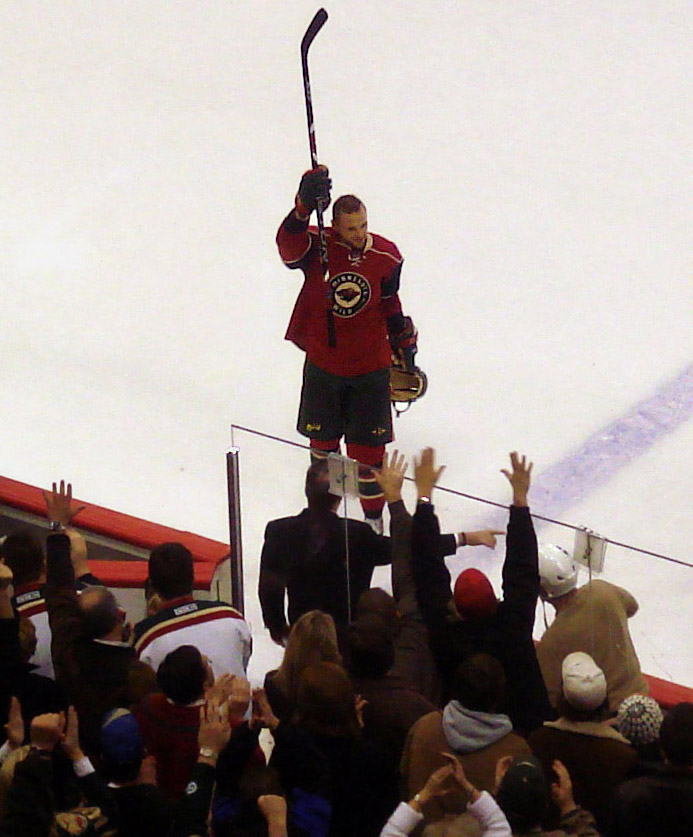
Marián Gáborík après son cinquième but le 20 décembre 2007.

Le schéma de la saison précédente semble se reproduire en 2006-2007 puisque Gáborík manque encore une fois une grande partie des matchs ; cette saison, il ne joue que quarante-huit matchs mais finit une nouvelle fois dans les meilleurs pointeurs de l'équipe avec trente buts inscrits. Le slovaque est troisième pointeur du Wild derrière Rolston et Pavol Demitra, compatriote slovaque et nouvelle arrivée au club au cours de l'intersaison. Dans les buts, Fernandez voit arriver la concurrence du gardien finlandais Niklas Bäckström. Le Wild terminant cette saison septième de la conférence de l'Ouest et deuxième de leur division, il est qualifié pour les séries éliminatoires. Ils y rencontrent une nouvelle fois les Ducks mais cette fois-ci dès la première ronde. Les joueurs du Wild sont rapidement débordés et menés trois matchs à zéro ; ils parviennent à sauver l'honneur en remportant la quatrième rencontre sur la marque de 4-1 mais ils sont éliminés en perdant le cinquième match sur la même marque. À la fin de la saison, Gáborík est nommé pour recevoir le trophée Bill-Masterton – trophée récompensant le joueur ayant démontré le plus de qualité de persévérance et d'esprit d'équipe – mais le trophée revient finalement à Philip Kessel des Bruins de Boston. Les gardiens de l'équipe sont également mis en avant : Bäckström reçoit le trophée Roger-Crozier et le tandem Bäckström - Fernandez reçoit le trophée William-M.-Jennings de l'équipe qui a concédé le moins de buts lors de la saison régulière.
Le 30 juin 2007, Fernandez est échangé aux Bruins et Bäckström devient le gardien numéro un de l'équipe pour la saison 2007-2008, assisté de Josh Harding. Pour la troisième saison consécutive, Gáborík dépasse les trente buts au cours du calendrier mais cette saison, il ne manque que cinq matchs au cours de celle-ci. Le 20 décembre 2007, il inscrit cinq buts lors d'une même rencontre contre les Rangers de New York,. Gáborík se place meilleur pointeur de l'équipe avec quatre-vingt-trois points. Pour la première fois de son histoire, l'équipe termine la saison à la première place de sa division avec trois points de plus que l'Avalanche du Colorado. Les deux équipes s’affrontent au premier tour des séries et les trois premières rencontres se décident à la suite de prolongations ; le Wild mène alors deux à un mais perd les trois rencontres suivantes pour une nouvelle élimination précoce

### De nouvelles saisons sans séries
Mikko Koivu est le meneur du Wild lors de la saison 2008-2009, Gáborík jouant moins d'une vingtaine de matchs avec l'équipe. Brunette est de retour au sein de la franchise mais cela n'empêche pas l'équipe de finir troisièmes de la division mais non qualifiés pour les séries,. Finalement, laissé libre à la fin de la saison, Gáborík quitte le Wild et signe un contrat avec les Rangers de New York. Il est alors le meilleur buteur, passeur et pointeur de l'histoire de l'équipe. Dans le même temps, l'équipe change d'entraîneur avec le départ de Lemaire et l'arrivée de Todd Richards mi-juin.
Richards met fin au système en place depuis les débuts de la franchise, à savoir changer régulièrement de capitaine, et nomme Mikko Koivu capitaine de son équipe. Il est le meilleur pointeur du Wild pour la saison 2009-2010 mais cela ne suffit pas pour qualifier le club pour les séries. Quatrièmes de la division, le Wild est une nouvelle fois écarté de la course à la Coupe Stanley.
Le gardien de but du Wild, Josh Harding, est blessé au genou pour toute la saison 2010-2011 et le Wild fait l'acquisition du gardien José Théodore au début octobre. Martin Havlát et Mikko Koivu sont les deux meilleurs pointeurs du Wild avec soixante-deux points chacun mais le Wild rate encore une fois les séries avec la troisième place de la division. Alors que Richards est incapable de conduire le Wild aux séries éliminatoires, la direction décide de lui montrer la porte mi-avril. Deux mois plus tard, l'entraîneur des Aeros de Houston, club-école du Wild, Mike Yeo, est nommé entraîneur-chef du Wild.
Le 4 juillet 2012, le Wild signe Zachary Parisé et Ryan Suter pour des contrats de treize ans et 98 millions de dollars.

## Arena de l'équipe

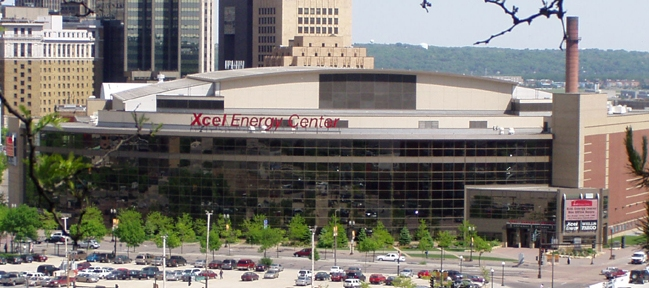
Vue extérieure de la patinoire

L'équipe du Wild évolue à domicile dans l'aréna Xcel Energy Center, salle omnisports située à Saint Paul, près de Minneapolis et elle est sponsorisée par Xcel Energy. La construction de la salle débute en 1998 pour un projet de 130 million de dollars et spécifiquement dans le cadre de la création du Wild. Elle ouvre ses portes pour la première fois le 29 septembre 2000 et accueille depuis jusqu'à 18 064 spectateurs.
En 2004, la salle accueille le 54e Match des étoiles de la Ligue nationale de hockey ; le match a lieu le 8 février 2004 et voit la victoire de l'association de l'Est sur celle de l'Ouest 6 buts à 4. Filip Kuba et Dwayne Roloson représentent l'équipe du Wild.
| Saison    | Moyenne par match | Affluence total | Taux de remplissage |
| --------- | ----------------- | --------------- | ------------------- |
| 2000-2001 | 18 328            | 751 468         | 101,5 %             |
| 2001-2002 | 18 455            | 756 686         | 102,2 %             |
| 2002-2003 | 18 500            | 758 536         | 102,4 %             |
| 2003-2004 | 18 530            | 759 736         | 102,6 %             |
| 2004-2005 | Saison annulée    | Saison annulée  | Saison annulée      |
| 2005-2006 | 18 575            | 761 614         | 102,8 %             |
| 2006-2007 | 18 543            | 760 280         | 102,7 %             |
| 2007-2008 | 18 568            | 761 288         | 102,8 %             |
| 2008-2009 | 18 568            | 761 288         | 102,8 %             |
| 2009-2010 | 18 415            | 755 055         | 101,9 %             |
| 2010-2011 | 18 012            | 720 508         | 99,7 %              |
| 2011-2012 | 17 772            | 728 683         | 98,4 %              |
| 2012-2013 | 18 794            | 451 075         | 104,7 %             |
| 2013-2014 | 18 505            | 758 729         | 103,1 %             |
| 2014-2015 | 19 023            | 779 944         | 106,0 %             |
| 2015-2016 | 19 827            | 812 907         | 113,2 %             |
| 2016-2017 | 19 070            | 781 879         | 106,2 %             |
| 2017-2018 | 19 036            | 780 501         | 106,0 %             |
| 2018-2019 | 18 907            | 775 216         | 105,3 %             |

## Identité de l'équipe

### Les logotypes

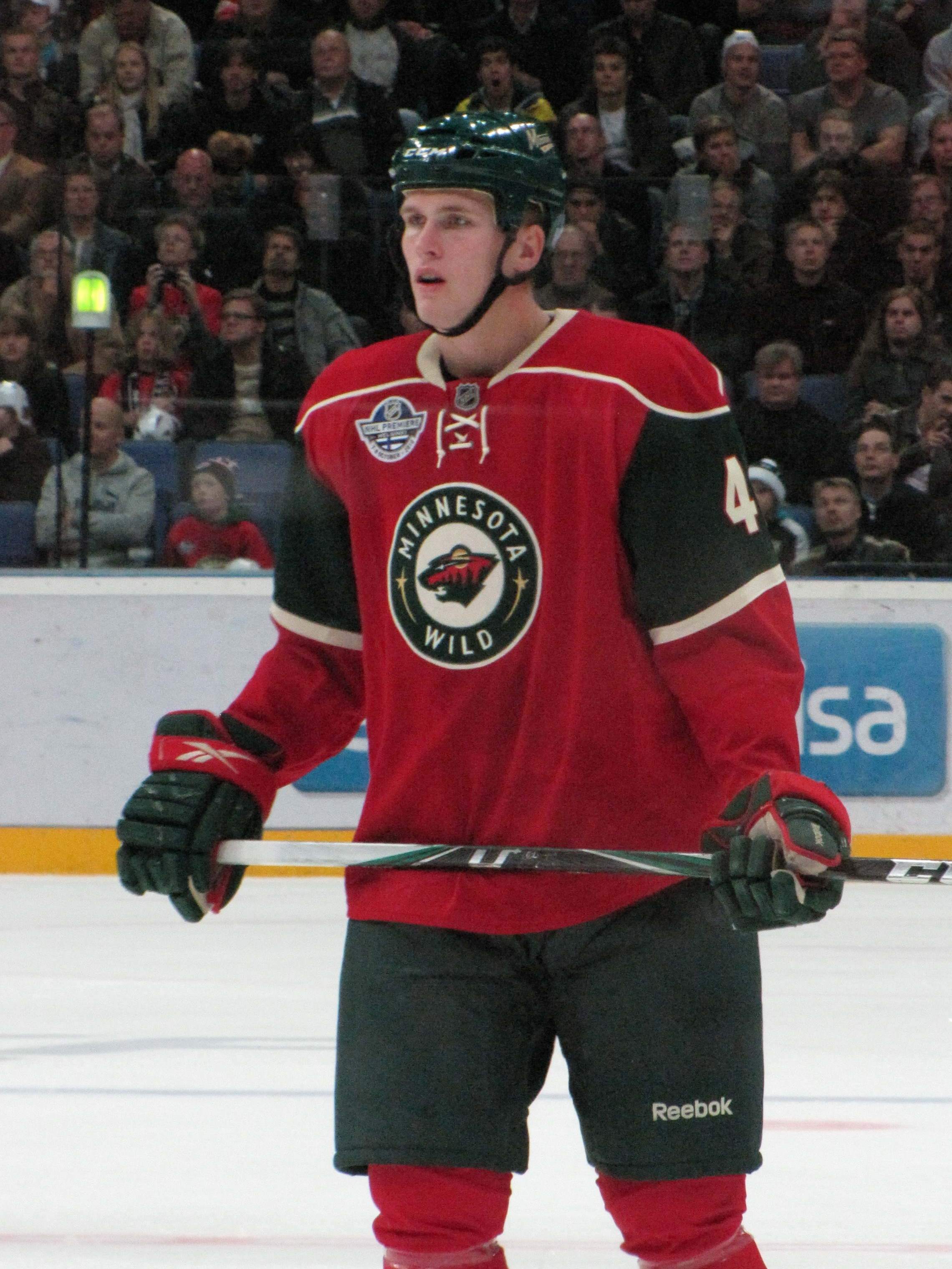
Justin Falk porte le maillot domicile du Wild en 2010.

Le logotype qu'utilise l'équipe est une tête d'animal sauvage (celle d'un ours) stylisé avec une illusion d'optique qui permet de voir soit l'animal soit un paysage. Ainsi, sur le logo apparaissent une étoile qui peut symboliser soit l'étoile du Nord, devis de l'État, soit l'œil de l'animal. Sa bouche ressemble à une rivière, son oreille est composée par la lune et des arbres conifères pour le pelage de la bête. Les couleurs du logo sont le vert forêt pour le contour, le blanc pour l'œil, le beige pour le deuxième contour et la bouche et enfin le rouge pour la peau de l'animal.

Premier logo du Wild, de 2000 à 2013
Logo secondaire du Wild, de 2000 à 2010
Logo secondaire du Wild depuis 2003
Logo du Wild depuis 2013
Logo du dixième anniversaire du Wild
Logo du vingtième anniversaire du Wild

### Les couleurs de l'équipe
Comme toutes les équipes de la LNH, le Wild possède deux principaux jeux de maillots – également appelés chandails au Canada. Ainsi, l'équipe joue soit avec des maillots à domicile à dominante rouge soit à l'extérieur principalement blancs. Les deux maillots principaux utilisent le logo de l'animal comme centre du maillot ; pour le maillot domicile, le nom de l'équipe est écrit entre deux disques, les disques entourant le logo alors que pour le chandail extérieur, la tête d'animal est présente toute seule au centre du maillot.[réf. nécessaire]

### La mascotte
En mai 2008, la direction de la franchise décide de mettre en place une mascotte afin d'animer les avant-matchs mais également les pauses de match ou encore de participer aux différentes actions du Wild dans la vie de tous les jours. Ainsi, l'équipe met en place « Nordy » qui est censé être un animal sauvage né à Eveleth et porte le numéro 18001 qui est son numéro de fan de l'équipe.

## Affiliations

### Affiliations primaires

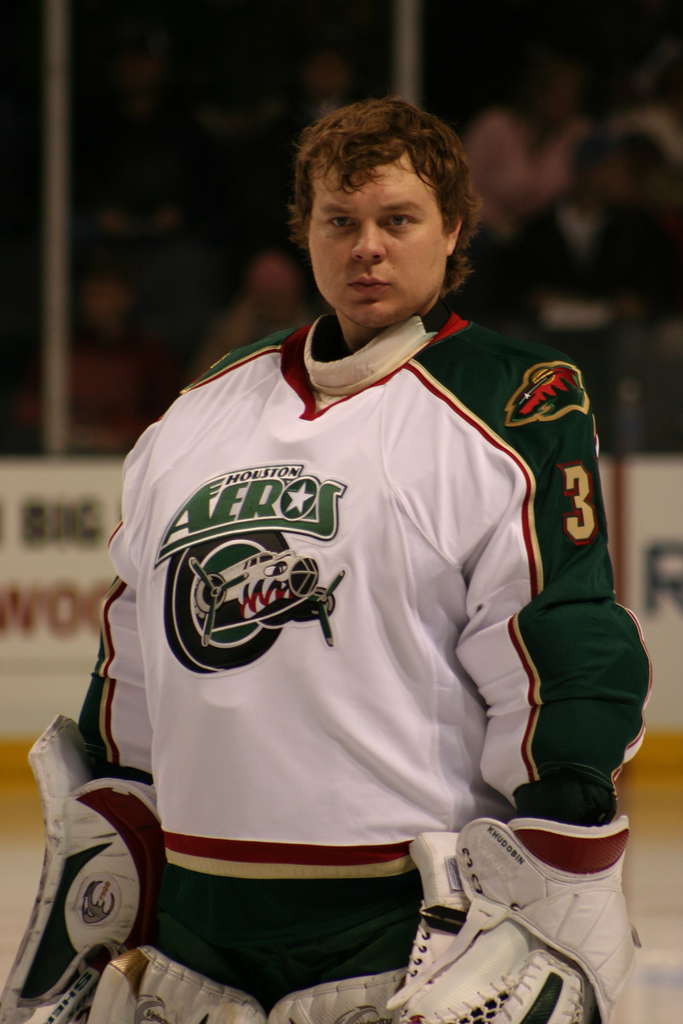
Anton Khoudobine sous les couleurs des Aeros de Houston, équipe affiliée au Minnesota dans la Ligue américaine de hockey.

Les franchises de la Ligue nationale de hockey ayant un effectif limité par convention, elles sont « affiliées » chaque saison à une ou plusieurs équipes de ligues moins importantes. Ceci leur permet de recruter de jeunes joueurs lors des repêchages annuels tout en leur permettant de continuer leur développement sans les lancer trop tôt dans le « grand bain ». De plus, ces équipes affiliées (aussi nommées clubs-écoles ou farm team en anglais) constituent une réserve de talents pour les franchises de la LNH qui font appel à eux au gré des blessures et/ou méformes des joueurs de l'effectif de départ. À l'exception de quelques équipes propriétaires elles-mêmes de leur club-école, les affiliations sont conclues par une entente contractuelle et ne sont donc pas figées dans le temps. Depuis ses débuts, le Wild a été affilié aux équipes suivantes :
- 2000-2001 : Lumberjacks de Cleveland (LIH)
- 2001-2013 : Aeros de Houston (LAH)
- Depuis 2013 : Wild de l'Iowa (LAH)

### Affiliations secondaires
En plus de ces équipes, les franchises de la LNH possèdent une ou des affiliations dites « secondaires » avec des équipes évoluant dans des ligues mineures. Ces équipes, sont généralement utilisées comme réservoir pour les équipes précédentes en cas d'absence de joueurs blessés ou partis évoluer avec une équipe de la LNH. Au cours de son histoire, le Wild a eu les affiliations secondaires suivantes :
- 2001 à 2003 : Ice Gators de la Louisiane (ECHL)
- 2004-2005 : Ice Gators de la Louisiane (ECHL)
- 2005 à 2008 : Wildcatters du Texas (ECHL)
- 2006-2007 : Ice Bats d'Austin (LCH)
- 2008-2009 : Sea Wolves du Mississippi (ECHL)
- 2009-2010 : Chiefs de Johnstown (ECHL)
- 2010-2011 : Condors de Bakersfield (ECHL)
- 2012-2013 : Solar Bears d'Orlando (ECHL)
- 2015-2017 : Mallards de Quad City (ECHL)
- 2017-2018 : Rush de Rapid City (ECHL)
- Depuis 2018 : Americans d'Allen (ECHL)

## Les personnalités du Wild

### Effectif actuel
Cette section présente l'ensemble des joueurs de la formation du Wild. Cet effectif peut varier en cours de saison en fonction des blessures et des renforts venant du club-école de la franchise : le Wild de l'Iowa de la Ligue américaine de hockey,
| No    | Nom                   | Nat. | Position      | Arrivée                       | Salaire        |
| ----- | --------------------- | ---- | ------------- | ----------------------------- | -------------- |
| +029, | Marc-André Fleury     |      | Gardien       | 2022 - Blackhawks de Chicago  | +03 500 000, $ |
| +032, | Filip Gustavsson      |      | Gardien       | 2022 - Sénateurs d'Ottawa     | +00787 500, $  |
| +002, | Calen Addison         |      | Défenseur     | 2020 - Penguins de Pittsburgh | +00795 000, $  |
| +004, | Jonathon Merrill      |      | Défenseur     | 2021 - Agent libre            | +01 200 000, $ |
| +005, | Jacob Middleton       |      | Défenseur     | 2022 - Sharks de San José     | +02 450 000, $ |
| +024, | Mathew Dumba – A      |      | Défenseur     | 2012 - Repêchage              | +06 000 000, $ |
| +025, | Jonas Brodin          |      | Défenseur     | 2011 - Repêchage              | +06 000 000, $ |
| +033, | Alex Goligoski        |      | Défenseur     | 2021 - Agent libre            | +02 000 000, $ |
| +046, | Jared Spurgeon – C    |      | Défenseur     | 2010 - Agent libre            | +07 575 000, $ |
| +059, | Andrej Sustr          |      | Défenseur     | 2022 - Agent libre            | +00750 000, $  |
| +012, | Matthew Boldy         |      | Ailier gauche | 2019 - Repêchage              | +00880 833, $  |
| +013, | Sam Steel             |      | Centre        | 2022 - Agent libre            | +00825 000, $  |
| +014, | Joel Eriksson Ek      |      | Centre        | 2015 - Repêchage              | +05 250 000, $ |
| +017, | Marcus Foligno – A    |      | Ailier gauche | 2017 - Sabres de Buffalo      | +03 100 000, $ |
| +018, | Jordan Greenway       |      | Ailier gauche | 2015 - Repêchage              | +02 100 000, $ |
| +021, | Brandon Duhaime       |      | Ailier droit  | 2021 - Repêchage              | +00750 000, $  |
| +023, | Marco Rossi           |      | Centre        | 2020 - Repêchage              | +00863 333, $  |
| +026, | Connor Dewar          |      | Centre        | 2018 - Repêchage              | +00800 000, $  |
| +036, | Mats Zuccarello Aasen |      | Ailier droit  | 2019 - Agent libre            | +06 000 000, $ |
| +038, | Ryan Hartman          |      | Ailier droit  | 2019 - Stars de Dallas        | +01 700 000, $ |
| +075, | Ryan Reaves           |      | Ailier droit  | 2022 - Rangers de New York    | +01 750 000, $ |
| +089, | Frédérick Gaudreau    |      | Centre        | 2021 - Agent libre            | +01 200 000, $ |
| +097, | Kirill Kaprizov       |      | Ailier gauche | 2015 - Repêchage              | +09 000 000, $ |

### Capitaines
Depuis la première saison de l'équipe, Lemaire décide de changer chaque mois de capitaine de l'équipe. Ainsi, pendant huit saisons, plusieurs joueurs sont nommés chaque année capitaines de l'équipe, le même joueur pouvant être nommé capitaine plusieurs fois dans la même saison. À la suite de l'arrivée de Richards derrière le banc de l'équipe en 2009, Mikko Koivu est désigné capitaine de l'équipe.
| Saison      | Octobre                              | Novembre                             | Décembre                             | Janvier                              | Février                              | Mars                                 | Avril                                |
| 2000-2001   | Sean O'Donnell                       | Scott Pellerin                       | Wes Walz                             | Brad Bombardir                       | Brad Bombardir                       | Darby Hendrickson                    | Darby Hendrickson                    |
| 2001-2002   | Jim Dowd                             | Filip Kuba                           | Brad Brown                           | Brad Brown                           | Andrew Brunette                      | Andrew Brunette                      | Andrew Brunette                      |
| 2002-2003   | Brad Bombardir                       | Brad Bombardir                       | Matt Johnson                         | Sergejs Žoltoks                      | Brad Bombardir                       | Brad Bombardir                       | Brad Bombardir                       |
| 2003-2004   | Brad Brown                           | Andrew Brunette                      | Richard Park                         | Brad Bombardir                       | Jim Dowd                             | Andrew Brunette                      | Andrew Brunette                      |
| 2004-2005   | Saison annulée en raison du lock-out | Saison annulée en raison du lock-out | Saison annulée en raison du lock-out | Saison annulée en raison du lock-out | Saison annulée en raison du lock-out | Saison annulée en raison du lock-out | Saison annulée en raison du lock-out |
| 2005-2006   | Alex Henry                           | Filip Kuba                           | Willie Mitchell                      | Willie Mitchell                      | Brian Rolston                        | Wes Walz                             | Wes Walz                             |
| 2006-2007   | Brian Rolston                        | Brian Rolston                        | Keith Carney                         | Brian Rolston                        | Mark Parrish                         | Mark Parrish                         | Mark Parrish                         |
| 2007-2008   | Pavol Demitra                        | Brian Rolston                        | Mark Parrish                         | Nick Schultz                         | Mikko Koivu                          | Marián Gáborík                       | Marián Gáborík                       |
| 2008-2009   | Mikko Koivu                          | Mikko Koivu                          | Kim Johnsson                         | Mikko Koivu                          | Andrew Brunette                      | Mikko Koivu                          | Mikko Koivu                          |
| 2009 à 2020 | Mikko Koivu                          | Mikko Koivu                          | Mikko Koivu                          | Mikko Koivu                          | Mikko Koivu                          | Mikko Koivu                          | Mikko Koivu                          |
| Depuis 2020 | Jared Spurgeon                       | Jared Spurgeon                       | Jared Spurgeon                       | Jared Spurgeon                       | Jared Spurgeon                       | Jared Spurgeon                       | Jared Spurgeon                       |

### Choix de premier tour

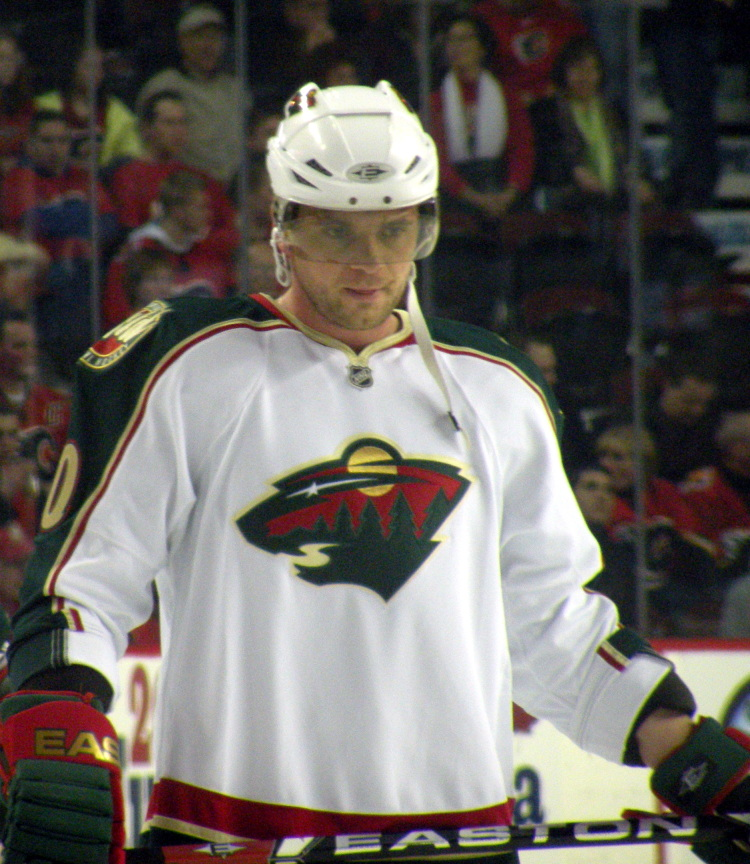
Marián Gáborík, premier choix du repêchage d'entrée de 2000 par le Wild.

Chaque année et depuis 1963, les joueurs des ligues juniors ont la possibilité de signer des contrats avec les franchises des ligues majeures. Cette section présente par année le ou les choix de premier tour lors des repêchages du Wild.
| Année | Rang    | Nom du joueur                  | Équipe précédente (ligue)                                 |       |
| ----- | ------- | ------------------------------ | --------------------------------------------------------- | ----- |
| 2000  | 3e      | Marián Gáborík                 | Dukla Trenčín (Extraliga slovaque)                        |       |
| 2001  | 6e      | Mikko Koivu                    | TPS Turku (SM-liiga)                                      |       |
| 2002  | 8e      | Pierre-Marc Bouchard           | Saguenéens de Chicoutimi (LHJMQ)                          |       |
| 2003  | 20e     | Brent Burns                    | Battalion de Brampton (LHO)                               |       |
| 2004  | 12e     | A.J. Thelen                    | Spartans de Michigan State (NCAA)                         |       |
| 2005  | 4e      | Benoît Pouliot                 | Wolves de Sudbury (LHO)                                   |       |
| 2006  | 9e      | James Sheppard                 | Screaming Eagles du Cap-Breton (LHJMQ)                    |       |
| 2007  | 16e     | Colton Gillies                 | Blades de Saskatoon (LHOu)                                |       |
| 2008  | 23e     | Tyler Cuma                     | 67 d'Ottawa (LHO)                                         |       |
| 2009  | 16e     | Nick Leddy                     | Eden Prairie (High school)                                |       |
| 2010  | 9e      | Mikael Granlund                | HIFK (SM-liiga)                                           |       |
| 2011  | 10e 28e | Jonas Brodin Zack Phillips     | Färjestads BK (Elitserien) Sea Dogs de Saint-Jean (LHJMQ) |       |
| 2012  | 7e      | Mathew Dumba                   | Rebels de Red Deer (LHOu)                                 |       |
| 2013  | Aucun   | Aucun                          | Aucun                                                     | Aucun |
| 2014  | 18e     | Alex Tuch                      | Équipe des États-Unis des moins de 18 ans (USHL)          |       |
| 2015  | 20e     | Joel Eriksson Ek               | Färjestads BK (SHL)                                       |       |
| 2016  | 15e     | Luke Kunin                     | Wisconsin University (Big Ten Conference)                 |       |
| 2017  | Aucun   | Aucun                          | Aucun                                                     | Aucun |
| 2018  | 24e     | Filip Johansson                | Leksands IF (SuperElit)                                   |       |
| 2019  | 12e     | Matthew Boldy                  | USNTDP U18 (USHL)                                         |       |
| 2020  | 9e      | Marco Rossi                    | 67 d'Ottawa (LHO)                                         |       |
| 2021  | 20e 26e | Jesper Wallstedt Carson Lambos | Luleå HF (SHL) Ice de Winnipeg (LHOu)                     |       |
| 2022  | 19e 24e | Liam Ohgren Danila Iourov      | Djurgården IF (SHL) Metallourg Magnitogorsk (KHL)         |       |

### Numéros retirés
À l'heure actuelle, un ancien joueur du Wild a vu son numéro retiré.
| No  | Joueur        | Position              | Carrière  | Date du retrait |
| --- | ------------- | --------------------- | --------- | --------------- |
| 1   | —             | Les partisans du Wild | —         | 11 octobre 2000 |
| 9   | Mikko Koivu   | Centre                | 2000-2021 | 13 mars 2022    |
| 99* | Wayne Gretzky | Centre                | 1978-1999 | 6 février 2000  |

* Numéro retiré pour toutes les équipes par la LNH lors du 50e Match des étoiles.

### Meilleurs pointeurs

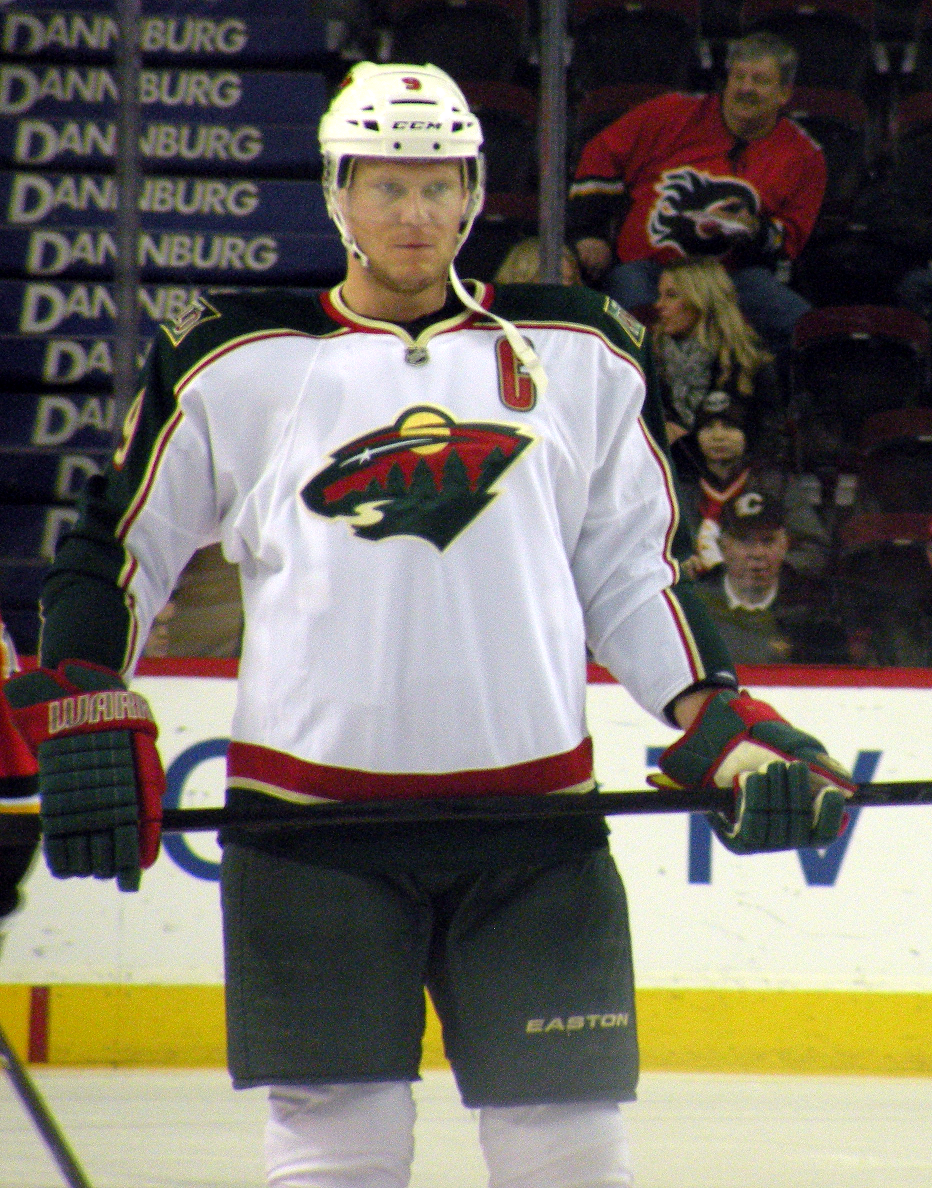
Mikko Koivu, le joueur ayant joué le plus grand nombre de match et ayant récolté le plus de points dans l'histoire de la franchise.

Avec 201 buts, 487 passes décisives et 688 points inscrits sous les couleurs du Wild, le joueur finlandais, Mikko Koivu, est le meilleur pointeur  de l'histoire de l'équipe. Choisi par le Wild en 2001 lors du repêchage, il commence sa carrière dans la LNH lors de la saison 2005-2006 avec l'équipe du Minnesota. Il totalise aussi le plus grand nombre de matchs joués avec 973 rencontres disputées pour le Wild.
| Joueur               | PJ  | B   | A   | Pts | Moy  |
| -------------------- | --- | --- | --- | --- | ---- |
| Mikko Koivu          | 973 | 201 | 487 | 688 | 0,71 |
| Marián Gáborík       | 502 | 219 | 218 | 437 | 0,87 |
| Pierre-Marc Bouchard | 565 | 106 | 241 | 347 | 0,61 |
| Zachary Parisé       | 444 | 167 | 169 | 336 | 0,76 |
| Andrew Brunette      | 489 | 119 | 202 | 321 | 0,66 |
| Mikael Granlund      | 461 | 93  | 224 | 317 | 0,69 |
| Ryan Suter           | 531 | 44  | 258 | 302 | 0,57 |
| Jared Spurgeon       | 591 | 70  | 178 | 248 | 0,42 |
| Charles Coyle        | 479 | 91  | 151 | 242 | 0,51 |
| Nino Niederreiter    | 434 | 110 | 118 | 228 | 0,53 |
| Jason Zucker         | 411 | 118 | 96  | 214 | 0,52 |

En date du 30 aout 2019.

## Dirigeants

### Entraîneurs-chefs
Jacques Lemaire est nommé premier entraîneur de la franchise, le 19 juin 2000. Avant de la rejoindre, Lemaire joue au hockey pendant 12 saisons dans la LNH entre 1967-1968 et 1979, toutes avec les Canadiens de Montréal. C'est avec ces derniers qu'il commence sa carrière d'entraîneur dans la LNH en 1983-1984 pour deux saisons ; il rejoint les Devils du New Jersey dans les années 1990 jusqu'en 1998, les conduisant à la Coupe Stanley en 1995. Lemaire mène le Wild à la finale de conférence en saison 2002-2003 ; nommé meilleur entraîneur de la saison, il reçoit le trophée Jack-Adams pour la deuxième fois de sa carrière après l'avoir obtenu en 1993-1994 avec les Devils. Début avril 2009, après une nouvelle saison sans séries, il annonce qu'après neuf saisons derrière le banc de l'équipe, il désire quitter son poste,.
Jacques Lemaire retourne dans l'organisation des Devils et Todd Richards prend sa succession. Richards est entraîneur de hockey depuis 2002-2003 avec les Admirals de Milwaukee dans la Ligue américaine de hockey. En 2008-2009, il est l'assistant de Todd McLellan avec les Sharks de San José avant d'accepter le poste d'entraîneur du Wild mi-juin 2009.
| No | Nom             | Engagement       | Départ           | Saison régulière | Saison régulière | Saison régulière | Saison régulière | Saison régulière | Saison régulière | Saison régulière | Séries éliminatoires | Séries éliminatoires | Séries éliminatoires | Séries éliminatoires | Remarques                       |
| No | Nom             | Engagement       | Départ           | PJ               | V                | D                | N                | DP               | P                | % V              | PJ                   | V                    | D                    | % V                  | Remarques                       |
| -- | --------------- | ---------------- | ---------------- | ---------------- | ---------------- | ---------------- | ---------------- | ---------------- | ---------------- | ---------------- | -------------------- | -------------------- | -------------------- | -------------------- | ------------------------------- |
| 1  | Jacques Lemaire | 19 juin 2000     | 11 avril 2009    | 656              | 293              | 255              | 55               | 53               | 694              | 52,9             | 29                   | 11                   | 18                   | 37,9                 | Trophée Jack-Adams en 2002-2003 |
| 2  | Todd Richards   | 16 juin 2009     | 11 avril 2011    | 164              | 77               | 71               | -                | 16               | 170              | 51,8             | -                    | -                    | -                    | -                    |                                 |
| 3  | Michael Yeo     | 17 juin 2011     | 13 février 2016  | 349              | 173              | 132              | -                | 44               | 390              | 55,9             | 28                   | 11                   | 17                   | 39,3                 |                                 |
| 4  | John Torchetti  | 13 février 2016  | 7 mai 2016       | 27               | 15               | 11               | -                | 1                | 31               | 57,4             | 6                    | 2                    | 4                    | 33,3                 |                                 |
| 5  | Bruce Boudreau  | 7 mai 2016       | 14 février 2020  | 303              | 158              | 110              | -                | 35               | 351              | 57,9             | 10                   | 2                    | 8                    | 20                   |                                 |
| 6  | Dean Evason     | 14 février 2020  | 27 novembre 2023 | 251              | 147              | 77               | -                | 27               | 321              | 63,9             | 17                   | 6                    | 11                   | 35,2                 |                                 |
| 7  | John Hynes (en) | 27 novembre 2023 |                  |                  |                  |                  |                  |                  |                  |                  |                      |                      |                      |                      |                                 |

### Directeurs généraux
| No | Nom                 | Engagement       | Départ          | Remarques |
| -- | ------------------- | ---------------- | --------------- | --------- |
| 1  | Douglas Risebrough  | 2 septembre 1999 | 16 avril 2009   |           |
| 2  | Chuck Fletcher (en) | 22 mai 2009      | 23 avril 2018   |           |
| 3  | Paul Fenton         | 21 mai 2018      | 30 juillet 2019 |           |
| 4  | William Guerin      | 21 août 2019     |                 |           |

## Récompenses de la LNH
Trophée Jack-Adams
Le trophée Jack-Adams est remis depuis la saison 1973-1974 au meilleur entraîneur de la saison. Jacques Lemaire remporte le trophée en 2002-2003.
Trophée William-M.-Jennings
Le trophée William-M.-Jennings est remis depuis 1982 aux gardiens de l'équipe qui concèdent le moins de but de la saison. Niklas Bäckström et Emmanuel Fernandez le remportent en 2006-2007.
Trophée Roger-Crozier
Le trophée Roger-Crozier est remis à la fin de chaque saison depuis 2000 au gardien ayant le meilleur taux d'arrêt du circuit. Deux gardiens du Wild ont remporté ce trophée :
- Dwayne Roloson en 2003-2004 ;
- Niklas Bäckström en 2006-2007.

Match des étoiles
Chaque année, depuis 1974, la LNH organise un Match des étoiles au cours de la saison. Les joueurs suivant ont représenté l'équipe lors des différentes éditions :
- 52e match - 2002 : Marián Gáborík pour le match des jeunes joueurs ;
- 53e match - 2003 : Nick Schultz pour le match des jeunes joueurs et Marián Gáborík pour le match principal ;
- 54e match - 2004 : Pierre-Marc Bouchard pour le match des jeunes joueurs et Dwayne Roloson et Filip Kuba pour le match principal ;
- 55e match - 2007 : Brian Rolston ;
- 56e match - 2008 : Marián Gáborík ;
- 57e match - 2009 : Niklas Bäckström ;
- 58e match - 2011 : Brent Burns et Martin Havlát.